# باريشا كراسيتش
باريشا كراسيتش مواليد 16 سبتمبر 1978 في جمهورية يوغوسلافيا الاشتراكية الاتحادية، جمهورية البوسنة والهرسك الاشتراكية، هو مدرب كرة سلة بوسني ولاعب. بدأ مسيرته الاحترافية في سنة 1999. يدرب نادي سيبونا لكرة السلة. يبلغ طوله 6 قدم 8 بوصة (2.0 م). اعتزل اللعب في 2015.

## المسيرة الاحترافية
لعب مع نادي سيبونا لكرة السلة من سنة 2001 إلى 2004، ثم لعب مع أرتلاند دراغونز في الدوري الألماني في موسم 2005–2006، ثم لعب مع نادي سيدفيتا لكرة السلة في سنة 2006، ثم لعب مع نادي سيبونا لكرة السلة من سنة 2006 إلى 2008، ثم لعب مع نادي زادار لكرة السلة في موسم 2012–2013.

## روابط خارجية
- باريشا كراسيتش على موقع الاتحاد الدولي لكرة السلة (الإنجليزية)
- باريشا كراسيتش على موقع الدوري الأوروبي لكرة السلة (الإنجليزية)
- باريشا كراسيتش على موقع كرة السلة الأوروبية.كوم (الإنجليزية)
- باريشا كراسيتش على موقع ريلجم (الإنجليزية)
- باريشا كراسيتش على موقع بروبوليرز (الإنجليزية)
- باريشا كراسيتش على موقع سبورتس رفرنس (الإنجليزية)